# Begonia xiphophylla
Espèce
Synonymes
- Begonia polygonoides Ridl.[1]

Begonia xiphophylla est une espèce de plantes de la famille des Begoniaceae.
L'espèce fait partie de la section Petermannia.
Elle a été décrite en 1953 par Edgar Irmscher (1887-1968).

## Répartition géographique
Cette espèce est originaire du pays suivant : Malaisie.